# Јелена Ивановна
Jeлена Ивановна (19. мај 1476. године, Москва, Велика Московска кнежевина - 20. јануар 1513, Браслав, Велико војводство Литванија или Вилњус) - ћерка великог кнеза Московског Ивана III Васиљевича и византијске принцезе Софије Палеолог. Од 1495. године, супруга великог војводе Литваније Александра Јагелона, а од 1501. године и краљица Пољске (била је Православне вере, па никада није крунисана).

## Биографија

### Брак са великим војводом Александром Јагелоном
На крају Руско-литванског рата (1487—1494), као знак помирења између две државе, удала се за великог војводу Литваније Александра. Са литванске стране, брак је требало да учврсти мир који јој је био потребан са великим кнезом Иваном III, док се руска страна надала да ће овај корак спречити уништење независне православне цркве у Литванији.
Током припрема за брак између великог војводе Александра Јагелонца и велике кнегиње Јелене Ивановне, велики кнез Иван III је поднео захтев да свету тајну венчања обави митрополит Макарије I Кијевски, Галицијски и целе Русије. Међутим, велики војвода Александар се успротивио овом захтеву.
Године 1494, писар Великог војводства Литваније, Адам Јакубович из Котре, два пута је учествовао у посланствима у Москву по питању очувања православне вере велике кнегиње Јелене Ивановне.
У јануару 1495. године, велика кнегиња и њена пратња, у којој су били познате дипломате тог времена, браћа Голохвастови Александар и Борис, напустили су Москву. Пратио ју је огроман караван са миразом (укључујући „20 четрдесетих самура, 20.000 веверица и 2.000 хермелина“, тканине - „свилене ђубре“, „млетачки сомот“, „бурски сомот“, дамаск, тафт, „ружичасте свиле“, накит, укључујући „ланац од злата“, „манжетну од злата од сафира и од новгородских зрна из Лалска“). Списак мираза од 15. јануара 1495. године чува се у Руском државном архиву древних докумената. Венчање су у цркви Светог Станислава обавили виљнуски бискуп Војтех Табор и православни свештеник Тома, који је пратио младу.
Приликом ступања у брак, велики војвода Александар се обавезао да неће присиљавати велику кнегињу Јелену да пређе у католичанство и да ће за њу сачувати веру њених отаца - „грчки закон“. Захваљујући томе, велика кнегиња Јелена Ивановна је успела да постане заштитница православаца у литванској држави.
Велики војвода Александар се надао да ће овај брак помоћи у повратку дела земаља изгубљених током Руско-литванског рата (1487—1494), али руска држава није вратила ништа. Изражавајући своје незадовољство, велики војвода Александар није доделио својој жени оне поседе које су биле дате на издржавање великих кнегиња Литваније.
Велика војвоткиња Јелена је била интелигентна, тактична и независна жена која је била поштована на двору. Поседовала је бројна имања и фарме, а средствима која је имала пружала је активну подршку православцима, дајући велике донације црквама и манастирима.

### Верски притисци
Пошто су у Литванији покушавали остварити унију између католика и православаца, католичком свештенству је било важно да добије Јеленину подршку по овом питању, што би повећало углед уније у очима становништва. Католички бискуп Војтех Табор, као и бернардинци, покушали су да убеде велику војвоткињу Јелену да напусти православље, али је она одбила, наводећи чињеницу да то не може учинити без очевог пристанка. Посебно јак притисак је вршио папа Александар VI, који је захтевао да велики војвода Литваније одбије његову жену у случају њеног одбијања па чак и да, након конфискације њене имовине, она буде изведена пред црквени суд. Велики војвода Александар није испунио ове захтеве. Према општем мишљењу истраживача, био је привржен својој супрузи, која га је често пратила на путовањима по земљи.
Јеленина непоколебљива посвећеност православљу изазвала је разочарање међу католичком пратњом великог војводе Александра, иако су се између супружника развили добри односи. Велики војвода Александар, према пољском историчару Рудзком, није покушао да убеди своју жену велику војвоткињу Јелену Ивановну да промени веру, иако је желео да буде католикиња. Руски историчар Борис Фљорја има другачије мишљење, верујући да је велики војвода Александар подржао савете католичког свештенства јер је био забринут за легитимитет будућег наследника престола. Такође, Јеленина посвећеност православљу постала је узрок њених сукоба са Александровом мајком, краљицом Елизабетом Хабзбуршком. Литвански историчар Е. Гудавичијус је описао однос између велике војвоткиње Јелене Ивановне и краљице Елизабете Хабзбург на следећи начин: „Александрова мајка, краљица Елизабета, игнорисала је Јелену, али ју је истовремено приморала да пређе у католичанство“.
Јеленин канцелар Иван Сапеха подржао је идеју уније, признао ауторитет папе и постигао отварање цркве у којој су се службе обављале и на латинском и на старословенском језику. Према Рудзком, већина историчара сматра да је велика војвоткиња Јелена била заинтересована за ову иницијативу. Међутим, познато је да су многи документи и писма велике војвоткиње Јелене Ивановне били алегоријске и дипломатске природе. Говори у прилог њеном мужу имали су за циљ да ојачају њен углед на двору, док је она оца усмено, преко амбасадора, извештавала о стварном стању ствари. Руски историчар Јаков Лурје напомиње да су Јеленина писма оцу, мајци и браћи 1501. године написана по директном наређењу кардинала Фридриха Пољског.
Према Лурјеу, притисак на велику војвоткињу Јелену Ивановну, као и прелазак православних феудалаца у службу Москве, послужили су као изговор за почетак Руско-литванског рата (1500—1503). Прелазак православних кнежева био је последица њиховог ниског правног статуса у литванској држави, али је угњетавање велике војвоткиње Јелене такође изазвало њихово додатно незадовољство.

### Политичко посредовање
Након што је рат кренуо неповољним током по Литванију, а спровођење уније доживело коначан неуспех, положај велике војвоткиње Јелене Ивановне се привремено побољшао, јер је Литванији било потребно њено посредовање за закључивање мира. У писмима оцу, велика војвоткиња Јелена је допринела миру, иако није крила презирљив став католичког свештенства према њој (које је одбило да је крунише за пољску краљицу 1501. године) и изражавала је страх да ће након смрти њеног мужа, који ју је штитио, над њом бити почињено насиље.
Брак краљице Јелене Ивановне и краља Александра остао је без деце; Током њихових година брака, краљица Јелена је имала два побачаја. Године 1506, краљ Александар Јагелон је умро, а у свом тестаменту је замолио будућег владара да сачува Јеленина права и поседе и да је држи под својом заштитом. Након Александрове смрти 1506. године, њен брат, велики кнез Московски Василије III, покушао је да преузме литвански престо уз помоћ краљице Јелене, надајући се да ће на тај начин ујединити руске земље без рата. Међутим, Жигмунд I је постао краљ, што је негативно утицало на судбину удовице краљице Јелене Рјурикович. У обновљеном руско-литванском рату, краљ Жигмунд I је у почетку покушао да искористи свој утицај на великог кнеза Василија III како би неутралисао Глинску побуну; Чак јој је пренео и део земље кнеза Михаила Глинског, али након што је велики кнез Василије III пружио кнезу Михаилу Глинском уточиште, нови монарх је потпуно игнорисао краљицу Јелену.

### Покушај бекства, хапшење и смрт
Око 1511. године, 35-годишња краљица Јелена је одлучила да се врати у Москву. У Виљнусу се удовица краљица Јелена Јагелон осећала усамљено, док су њени рођаци живели у Москви. Губитак угледа након смрти мужа краља Александра такође је био значајан: удовице литванских монарха рођених у иностранству готово увек су напуштале земљу из различитих разлога. Флорија такође указује на њене писане жалбе брату великом кнезу Василију III да јој литвански „господари“ уништавају и одузимају имовину.
Да би отишла, краљица Јелена је морала да добије Жигмундову сагласност, што је било немогуће због лоших односа са Москвом, као и проблема повезаног са одузимањем имовине. Одлучивши да оде без дозволе краља Жигмунда I, удовица краљица Јелена Ивановна Рјурикович је намеравала да посети своја имања која се налазе близу московске границе, одакле је требало да је покупи одред који је послао велики кнез Василије III. Године 1511, план је договорен са московским посланством; За место састанка изабран је Браслав, где је у одређено време стигао одред предвођен кнежевима Одојевским и Курбским. Међутим, неки издајник је обавестио виљнуског старешину о Јелениним плановима, а он је забранио Јану Комаровском, фрањевачком стражару, да краљици Јелени преда ствари које јој је Ред дао на чување. Комаровски, као Јеленин повереник, обратио се виљнуском гувернеру Николају Раџивилу за савет, али се и он изјаснио против враћања ствари.
Краљ Жигмунд I, након што је примио жалбу од краљице Јелене, првобитно је укинуо забрану, али је убрзо наредио њено хапшење. Како примећује Александар Фиљушкин, хапшење је било срамотно и демонстративно: краљица Јелена је „зграбљена за рукаве“ и на силу изведена из цркве, кршећи древни закон о неповредивости у цркви. Преко Тракаја, краљевски заповедници су испоручили краљицу Јелену у Бирштане. Ризница у њеним градовима и волостима је конфискована. Непоштовање краљице Јелене разљутило је великог кнеза Василија III, али је краљ Жигмунд I изјавио да краљица Јелена није ухапшена, већ је само упозорио да је боравак у близини немирне границе небезбедан. Ситуација са краљицом Јеленом постала је један од разлога за почетак још једног руско-литванског рата 1512-1522. године.
Године 1513, краљица Јелена је стигла у Браслав, где је убрзо умрла у 36. години. Хроничар Јан Комаровски је оставио запис да је краљицу Јелену отровао управник по наређењу Николаја Раџивила, који је посезао за њеним богатством, иако према Рудзком, таквих података нема у другим изворима. Након тога, Јеленино богатство је припало краљици Барбари Запољи. У писму краковском бискупу, краљ Жигмунд I је напоменуо да је смрт краљице Јелене ослободила државу многих брига.
Краљица Јелена је сахрањена у Виљнусу у Пречистенској цркви. Изнад њеног гроба постављена је породична реликвија, Виљнуска икона Богородице.

## Краљица Јелена Ивановна у књижевности
Роман савременог руског писца Александра Антонова, „Царица“, посвећен је краљици Јелени Ивановној Рјурикович Јагелон.